# MÁV 203 sorozat
A MÁV In. osztályú, illetve 1911-től 203 sorozatú gyorsvonati gőzmozdonyai Európa legnagyobb és legerősebb két kapcsolt kerékpárú mozdonyai közé tartoztak.

## Kifejlesztése
A Magyar Királyi Államvasutak erősebb felépítménnyel átépített Budapest–Bécs vasútvonalain a gyorsvonatok terhelése a négytengelyes kocsik bevezetésével a századfordulón hirtelen megnövekedett, így az Ie. osztályú 2'B tengelyelrendezésű mozdonyok teljesítőképessége elégtelenné vált. A próbaképpen beszerzett I{\displaystyle {\mathit {l}}}. és Im. osztályú 2'B1 tengelyelrendezésű mozdonyok elsősorban kis méretű és teljesítményű kazánjuk miatt alig voltak erősebbek, sorozatgyártásuk ezért nem látszott célszerűnek. Ezért 1901-ben két (egy 14 és egy 16 tonna tengelyterhelésű pályákra alkalmas), szintén Atlantic típusú mozdony terveit készítették el. Tekintettel azonban arra, hogy a számítások szerint – elsősorban a két kísérleti mozdonyhoz hasonlóan a hajtott kerekek közé behúzott állókazán okozta keskeny rostély miatt – csak magas fűtőértékű szenekkel adtak volna megfelelő teljesítményt, 1902-ben két újabb, immár széles állókazánnal rendelkező mozdonytípus tervei készültek el. Itt az állókazánt csak egy ívbe álló tengelyű futókerékpár támasztotta alá, így fölötte a rostély szélességét a hajtott kerekek nem korlátozták. Ez utóbbi két tervváltozat közül a MÁV a 16 tengelyterhelésű változat kifejlesztésére adott megbízást 1904-ben a Magyar Királyi Állami Vasgyárak mozdonyszerkesztő szakosztályának. A vontatási feladat 300 tonnás gyorsvonatok továbbítása volt, 100 km/h sebességgel.

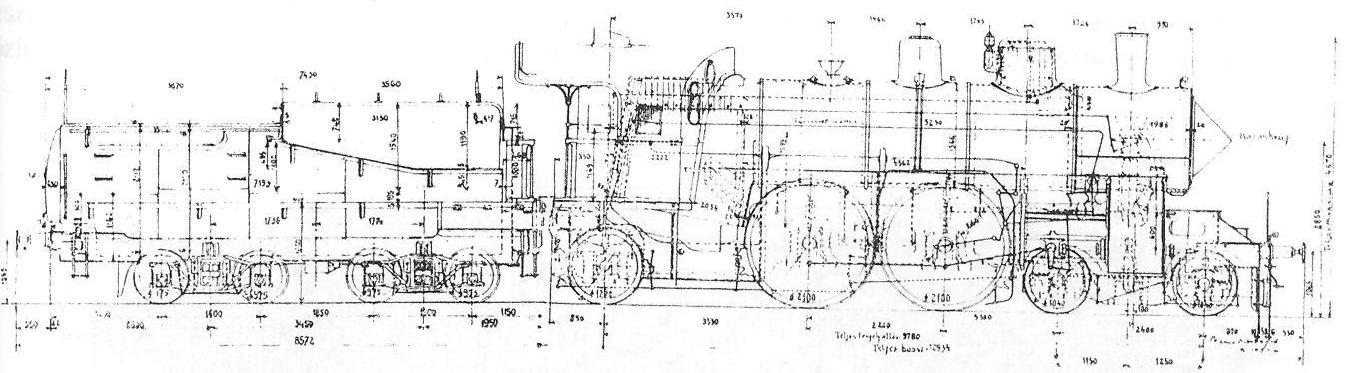
Az In. osztályú (később 203 sorozatú) mozdonyok jellegrajza szerkocsival

Az első mozdony 1906 júniusára készült el a gyár 71{\displaystyle {}^{1}}. típusaként 2'B1' tengelyelrendezéssel és négyhengeres kompaund gépezettel. A mozdonyt 802 pályaszámmal az In. osztályba sorolták be. Az első mozdony egységára 120 000 korona volt. 
A mozdonyok a Monarchiában ekkor kötelező módon hadijelet is kaptak, mely a típus esetén az alábbi volt:

A 804 pályaszámú mozdonyt 1906-ban a milánói világkiállításon is bemutatták, ahol hatalmas méreteivel és elegáns alakjukkal (melyet fokozott az ék alakú védház és a kúpos füstszekrényajtó is) általános feltűnést keltett és aranyéremmel tüntették ki.

### Kazán
A mozdony a kívánt teljesítménynek megfelelően igen nagy méretű és kazánnal, széles (1,9 m) és nagy felületű (3,9 m²) rostéllyal készült. A 17 mm-es lemezekből álló porosz-, más néven Becker-rendszerű állókazánt a keretek fölé emelték és azt a hátsó futókerékpár támasztotta alá. A rostély három részből áll, első része buktatható, az esése 1/5,9 volt. Az 5313 mm hosszúságú és 1,6 m legnagyobb átmérőjű hosszkazánt három, szintén 17 mm-es folytvas lemezekből álló övből szegecselték össze; a tengelye (középvonala) a sínkorona fölött 2850 mm magasan található. A kazánt a szokásos módon a füstszekrény alatt, a füstszekrénytartóként is funkcionáló belső hengeröntvénnyel rögzítették a kerethez, így hátrafelé dilatálhatott. Az első kazánövön helyezték el a gőzdómot, a második övre a homoktartály került. A kazánba 286 darab 46,5/52 mm átmérőjű folytvas tűzcsövet, valamint a csőfalak kimerevítésére további 5 db 28/40 mm átmérőjű merevítő tűzcsövet (más néven horgonycsövet) építettek. A tűzcsöveket vörösrézkúpokkal, a merevítő csöveket toldat nélkül rögzítették a csőfalakba. Az 1988 mm hosszú füstszekrényben helyezték el az amerikai rendszerű szikrafogót és a csappantyús gőzfúvót. A kúpos alakú kémény legkisebb átmérője a 430 mm volt. A füstszekrényajtóra kúpos toldatot szereltek, mely másfél évtizedig a magyar gyorsvonati mozdonyok általános külső jegyévé vált. A kazánt 2 db Friedmann-rendszerű SZ. osztályú nem szívó, 11 mm-es nyílású ún. „restarting” frissgőz-lövettyű táplálta vízzel. A mozdonyok gőzdómjára 2 db Ashton-rendszerű közvetlen rugóterhelésű biztonsági szelepet szereltek. A gőzdómban helyezték el a kettős síktolattyús gőzszabályzót függőleges tolattyútükörrel. A szerkezet szabályozó rudazatát a kazánon belül vezették el. A kazán ekkoriban Európa legnagyobb fűtőfelületű mozdonkazánja volt.

### Gépezet
A megkívánt vonóerő és nagy sebesség miatt gépezet a kiegyenlítettebb futás érdekében négyhengeres kompaund kivitelben készült. Mind a négy henger vízszintes tengelyű volt. A két nagynyomású hengert a keretlemezeken belül, míg a kisnyomásúakat a kereten kívülre szerelték, melyek a Borries-rendszernek megfelelően valamennyien az első kapcsolt kerékpárt hajtották. Az azonos oldalú hengerek forgattyúi egymással 180°-os szöget zártak be, továbbá jobb oldali forgattyúkat az azonos (kívül, illetve belül elhelyezett) bal oldaliakhoz képest 90°-kal előbbre ékelték a kerékpártengelyre. A csatlórudak hossza mindössze 1750 mm volt, így viszonylag nagy függőleges erővel terhelte a keresztfej-vezetékeket. A külső hengerek dugattyúrúdjai átmenő rendszerűek voltak (később a belső hengerekét is ilyenre alakították.  A keresztfejek kétvezetékesek voltak. A hajtó- és csatlórudak I alakú keresztmetszettel készültek.
A gőzhengerek üresjárati munkájának (ellenállásának) csökkentésére a hengerfedelekre ún. Ricour-szelepet is szereltek, ezen kívül a kisnyomású hengereket 7 bar nyomásra beállított redukáló szeleppel is ellátták. A hengerekre a vízütés elkerülésére ún. kompresszió-szelep is került. Az indítókészülék azonos volt az Ie. osztályú 438–447 pályaszámú mozdonyokéval. A sátorból vezérelhető segéddugattyús, -tolattyús készülékkel indításkor a mozdony mind a négy hengere friss gőzt kapott és akár nagyobb sebességek eléréséig is ikergépezetként működhetett. A hengerek legnagyobb töltése mindkét irányban 80% volt.
A gőzhengerek a MÁV mozdonyai közül egyedüliként külső beömlésű széles, rugalmas, önfeszítő gyűrűs hengeres tolattyúkkal készültek, melyeket oldalanként (hengerpáronként) egy-egy ellenforgattyús Heusinger–Walschaert-rendszerű vezérmű szabályozott. A nagynyomású tolattyúkat a kívül elhelyezett vezérmű kétkarú emeltyű és egy csuklórész közbeiktatásával mozgatja. A nagynyomású tolattyúk átmérője 234 mm belső túlfedésük 38 mm, külső túlfedésük 7 mm-es negatív értékű, a kisnyomású tolattyúk átmérője 354 mm, belső túlfedésük 41 mm, külső túlfedésük 2 mm-es negatív értékű volt. Az ellenforgattyú előremenetben a forgattyút közel 90°-kal megelőzte, más szóval a forgattyúhoz képest előresietőként ékelték föl. Ennek megfelelően előremenetben a lengőívkő a lengőív (kulissza) alsó részén helyezkedett el. A kormányvonórúd előremenetnél előre mozdult. A kormányvonórudat kormánycsavarral szabályozták.

### Keret és futómű
A 30 mm vastag folytvas lemezekből összeszegecselt, belső elrendezésű keretbe ágyazott, diósgyőri lágyacélból készült 2100 mm futókör-átmérőjű kapcsolt kerékpárok rugózását himbák kötötték össze. A kerékpárok tengelyeit a hajtótengely kivételével a tengelyvonalban teljesen átfúrták. A könyökös hajtótengelynél tengelycsapok és forgattyúscsapokra került furat. A keret hátulsó részének tetejét a széles állókazán miatt mélyen kivágták. A keretet elöl a belső hengeröntvény kötötte össze, merevítette ki és támasztotta alá a hosszkazánt. Ide csatlakozott továbbá az elülső futóforgóváz forgócsapja, mely oldalirányban 60–60 mm-t tudott elmozdulni, középállásba pedig laprugók terelték vissza. A hátsó futótengely az Il. és Im. osztályú mozdonyokétól eltérő módon Adams–Webb-rendszerű beálló tengely 2300 mm ívsugáron 25–25 mm-es oldalsó játékkal. A hátsó tengelynél a egyenesbe visszaterelést spirálrugók végezték.

### Segédberendezések
A futóforgóváz kerekeit egy 10″-os, a többi kereket két 13″-os függőleges elrendezésű Westinghouse-rendszerű fékhengert fékezte. A sűrített levegőt egy, a mozdony bal oldalán elhelyezett Westinghouse-rendszerű egyfokozatú F jellegű légszivattyú termelte. A féktuskók a mozdony valamennyi kerékpárját fékezték és a fékrudazatot nyomáskiegyenlítő mechanikával látták el. A féktuskónyomás ennek megfelelően a tapadási súlynál jóval nagyobb, annak 233%-a volt. A gőzben lévő alkatrészek kenéséről két db négynyílású Friedmann-rendszerű HD jelű dugattyús melegalkatrész-kenőszivattyú gondoskodott. Kedvezőtlen tapadási viszonyok esetén sűrített levegővel működtethető homokoló juttatott homokot a kapcsolt kerékpárok elé. A mozdonyokat nagynyomású Lancrenon-rendszerű sűrített levegővel kevert gőzzel működő gőzfűtési rendszerrel látták el.

### Szerkocsi
A In. osztályú mozdonyokhoz a Magyar Királyi Állami Vasgyáraknál 24 szerkezetszámon új, a MÁV-nál kezdetben a mozdonnyal megegyezően In. osztályúként jelölt négytengelyes, kétforgóvázas szerkocsi szerkocsi készült.

## Próbamenetek
Az 1906. július hóban a 802 és 803 pályaszámú mozdonyokkal a Budapest–Érsekújvár–Pozsony, majd a Budapest–Bruck-Királyhida vasútvonalon megtartott próbák során a típust részletes vizsgálatoknak vetették alá.
A mozdonyokkal a próbák során 406,38 t tömegű vonattal 111 km/h sebességet, 72 t tömegű vonattal 142 km/h sebességet értek el. A próbamenetek nyomán a szabványos terhelésüket az alábbiak szerint állapították meg:

## A sorozatgyártás
Az In. osztályú mozdonyokból 4 gyári alváltozatban összesen 24 db készült:

| Az In. osztály gyártási adatai | Az In. osztály gyártási adatai | Az In. osztály gyártási adatai | Az In. osztály gyártási adatai |
| Mozdony szerkezetszám          | Szerkocsi szerkezetszám        | Pályaszám                      | Gyártási év                    |
| ------------------------------ | ------------------------------ | ------------------------------ | ------------------------------ |
| 71{\displaystyle {}^{1}}       | 26{\displaystyle {}^{1}}       | 802–804                        | 1906.                          |
| 71{\displaystyle {}^{2}}       | 26{\displaystyle {}^{3}}       | 805–811                        | 1907.                          |
| 71{\displaystyle {}^{3}}       | 26{\displaystyle {}^{4}}       | 812–819                        | 1908.                          |
| 71{\displaystyle {}^{4}}       | 32{\displaystyle {}^{2}}       | 820–825                        | 1908.                          |

Az első három mozdonyhoz kapcsolt S 26{\displaystyle {}^{1}} jelű szerkocsi vízkészlete 18 m³ volt, melyet a következő tizenöt mozdonyhoz szállított S 26{\displaystyle {}^{2-3}} jelű szerkocsiknál a hossz növelésével 22 m³-esre bővítetek. Bár a szép vonalú szerkocsitípus nagy sebességnél is igen nyugodtan futott, a hengeres víztartály miatt a térfogat-kihasználása, így a hasznos teher / önsúly arány nem volt megfelelő, ezen kívül a kis átmérőjű kerekek miatt a féktuskóerőt nagyra kellett választani, ami fokozottabb abroncskopáshoz vezetett. Ennek köszönthető, hogy más mozdonyokhoz ilyen típusú szerkocsi nem készült, sőt az utolsó hat In. osztályú mozdonyt hagyományos kivitelű, IIIs. osztállyal azonos szerkocsival szállították.
Az 1908. február 22-én üzembe helyezett 816 pályaszámú In. osztályú mozdony volt a Magyar Királyi Állami Vasgyárak 2000-es gyári számát viselő járműve. 

A típus leggazdaságosabb sebessége 65,4 km/h volt.
A In. osztályú mozdonyok MÁV által engedélyezett vonatterheléseit az alábbi táblázat szemlélteti:
| Az In. osztályú mozdonyok engedélyezett vonatterhelései | Az In. osztályú mozdonyok engedélyezett vonatterhelései | Az In. osztályú mozdonyok engedélyezett vonatterhelései | Az In. osztályú mozdonyok engedélyezett vonatterhelései | Az In. osztályú mozdonyok engedélyezett vonatterhelései | Az In. osztályú mozdonyok engedélyezett vonatterhelései | Az In. osztályú mozdonyok engedélyezett vonatterhelései |
| Pálya- emelkedés                                        | 50 km/h                                                 | 60 km/h                                                 | 70 km/h                                                 | 80 km/h                                                 | 90 km/h                                                 | 100 km/h                                                |
| ------------------------------------------------------- | ------------------------------------------------------- | ------------------------------------------------------- | ------------------------------------------------------- | ------------------------------------------------------- | ------------------------------------------------------- | ------------------------------------------------------- |
| 0– 3‰                                                   | 635 t                                                   | 525 t                                                   | 430 t                                                   | 370 t                                                   | 305 t                                                   | 240 t                                                   |
| 3– 5‰                                                   | 555 t                                                   | 460 t                                                   | 400 t                                                   | 345 t                                                   | 295 t                                                   | 240 t                                                   |
| 5– 7‰                                                   | 455 t                                                   | 415 t                                                   | 370 t                                                   | 330 t                                                   | 290 t                                                   | 240 t                                                   |
| 8–10‰                                                   | 315 t                                                   | 295 t                                                   | 275 t                                                   | 255 t                                                   | 230 t                                                   | 205 t                                                   |
| 14–16‰                                                  | 165 t                                                   | 165 t                                                   | 155 t                                                   | 150 t                                                   | 140 t                                                   | 130 t                                                   |
| 25‰                                                     | 55 t                                                    | 55 t                                                    | 50 t                                                    | 50 t                                                    | –                                                       | –                                                       |

A típus fordított állásban (szerkocsival előre) nyílt pályán 45 km/h legnagyobb sebességgel közlekedhetett.

Bár eredetileg 32 db beszerzését tervezték, tekintettel arra, hogy 16 tonna tengelyterhelésükkel csak a két bécsi vonalon közlekedhettek, valamint mivel már látszott, hogy teljesítményük hosszabb távon nem fog megfelelni, az utolsó 8 db-ra szóló megrendelést visszavonták.
A típus mozdonyai 1911-ben a 203,001–024 sorozatjelet és pályaszámokat kapták. Az első tizenhat példány szerkocsiját innentől N jellegként, N203,001–018 pályaszámokon, a többi hat példányét S jellegként, S203,009–024 pályaszámokon tartották nyilván.

## Tengelyrepedések, kazánproblémák
A mozdonyok könyökös hajtótengelyein rövid idő után a tengelycsapok hornyaiban repedések jelentek meg. Emiatt 1909-ben 11 db In. osztályú mozdonyt ki kellett vonni a forgalomból, további hét példányt pedig tehervonati szolgálatra kellett vezényelni. 1910. nagy részében a 203-asok csak tehervonatokat továbbíthattak. A vizsgálatok eredményeképpen a mozdonyok hajtótengelyeit króm-nikkel-acélból készítettekre cserélték. Bár a kijavított mozdonyok újra gyorsvonatokat vontathattak és a tengelyek ellenőrzését megszigorították, a repedések teljesen nem maradtak el, csak hosszabb idő múlva jelentkeztek. Ezek a tapasztalatok késztették a MÁV-ot arra, hogy ezután csak egyetlen alkalommal szerzett be a kereten belül elhelyezett gőzhengerekkel (301 sorozat) és ennél a típusnál is az erőket jobban elosztó fordított de Glehn-rendszert választották.
A MÁV valamennyi 16 bar nyomásra engedélyezett mozdonykazánjánál (203, 322 és 651 sorozatok) az üzemeltetés során kiderült, hogy a tűzszekrények mennyezeteinek rögzítése nem megfelelő, ezért a 651 sorozatnál 1912-től, majd a 203 és 322 sorozatoknál 1915-től egy-egy további mennyezet- és támcsavar-sor alkalmazását írta elő. Az átalakítások azonban a háború miatt csak igen lassan zajlottak.

## Üzemük az első világháború végéig
A mozdonyok közül üzembe helyezésük után 10 db Budapest-Keleti, 14 db pedig Budapest-Nyugati fűtőházakhoz került. Előbbiek a bécsi gyorsvonatokat Bruck-Királyhidáig, a grazi gyorsvonatokat pedig Győrig továbbították, utóbbiak pedig szintén gyorsvonatokkal kezdetben Pozsonyig, majd tovább Marcheggig, illetve Lipótvárig közlekedtek – leszámítva az említett tengelyrepedések miatti időszakot.
Emiatt, valamint kis tapadótömegük és újra jelentkező tengelyrepedéseik következtében a világháború alatt a Győr–Bruck-Királyhida vonalszakasz teher- és helyi személyvonatait továbbították. A fontosabb vonatok továbbítását ekkorra már átvették a nagyobb teljesítményű és korszerűbb 301 sorozatú mozdonyok.
A mozdonyok kazánjának harmadik övére 1913-ban  Pecz–Rejtő-féle vízszintes elrendezésű víztisztítót szereltek.
A mozdonyok nagyjavítását az Északi Főműhely végezte.

## Az első világháború után
Az első világháborút követő román megszállás során 6 db 203 sorozatú mozdonyt a román csapatok elhurcoltak, melyek utóbb a CFR-hez kerültek. A Magyarország területén maradt mozdonyok közül hármat keretsérülések miatt selejtezni kellett, míg a megmaradtak a lecsökkent forgalom miatt Győr, illetve Budapest-Nyugati fűtőházaknál letétbe kerültek. A 651,029 pályaszámú mozdony tűzszekrény-mennyezetének 1922-ben bekövetkezett behajlása miatt a MÁV az összes, még át nem alakított 203, 322 és 651 sorozatú mozdonyának engedélyezett kazánnyomását 13 barra szállította le és ennek megfelelően csökkentett vonatterheléseket írt elő.

### Másodvirágzás
Az 1930-as évek elején megélénkülő forgalom hatására az öt legjobb állapotú mozdonyt – melyek tűzszekrénymennyezetét korábban megerősítették – 16 bar kazánnyomással újból üzembe helyezték. A 203-asok a Szob–Budapest–Szeged vonal gyorsvonatait és Budapest–Békéscsaba között az Orient expresszt továbbították. Kisebb korszerűsítéseket is végrehajtottak rajtuk. A tűzcsövek cseréjekor a vörösrézkúpokat lágyvasból készültekkel pótolták. A nagynyomású dugattyúk átmenő rendszerűek lettek, 1937-től a tolattyúk keskeny tolattyúgyűrűket, öntöttvas tömítéseket kaptak. A nagynyomású tolattyúk szabványos átmérője 234 mm, a kisnyomásúaké 354 mm lett. A gőzfúvót állandó keresztmetszetűre cserélték. Honos fűtőházuk Budapest-Északi lett. 11 db javítatlanul félreállított 203-ast 1938-ban selejtezésre jelölték ki, azonban a lefosztott roncsok állagból való törlésére egy további példánnyal együtt csak a második világháborút követően, 1950-ben került sor. Hat mozdony kazánját gőzfűtési célokra, a használható szerkocsikat vízszállításra megtartották.

### A sebességrekorder
A bécsi döntések következtében megnagyobbodott vasúthálózaton vonóerő-hiány mutatkozott így több régi, elavult típust is üzembe kellett állítani. A nagy sebességű mozdonyok hiányának enyhítésére Fialovits Béla a 203 sorozat korszerűsítését javasolta. A javaslat elfogadása alapján a 203,015 pályaszámú mozdonyt alaposan átépítették: a mozdonyt kéthengeres, iker-túlhevítős kivitelűre alakították. A kazánba – külső méreteinek, tűzszekrényének és gőznyomásának megtartása mellett – 147 db tűzcső helyére összesen 28 db 119/127 mm átmérőjű füstcsövet építettek, melyekbe 27/34 mm-es túlhevítő elemek kerültek. A legtöbb gondot okozó gépezetet és hajtóművet teljesen áttervezte: a belső gépezet és könyökös tengely elmaradt (noha a belső hengeröntvény merevítésként megmaradt), a hajtórudak hosszát pedig úgy növelte meg, hogy a második kapcsolt kerékpár lett a hajtó. A 475 mm átmérőjű, 660 mm löketű új hengeröntvények a régi kisnyomású hengerek helyére kerültek. A gőzhengerekre ürejárati nyomáskiegyenlítő váltó és kosaras tolattyú légszelep került. A tolattyúk keskenygyűrűs, belső beömlésű hengeres tolattyúk lettek. A keresztfejek egyvezetékes kivitelre módosultak. Az ellenforgattyú előremenetben a forgattyút közel 90°-kal követte, más szóval a forgattyúhoz képest hátramaradóként ékelték föl. Ennek megfelelően előremenetben a lengőívkő a lengőív (kulissza) alsó részén helyezkedett el. Az 1942-ben elkészült mozdony a 203,501 pályaszámon állt forgalomba. A mozdonnyal a nagysebességű próbák során új hazai rekordot, 156 km/órát értek el, ennek alapján a mozdony legnagyobb engedélyezett sebességét 125 km/h-ban állapították meg, így ez a mozdony volt a magyar vasút legnagyobb sebességre engedélyezett gőmozdonya.